# Holmium
A holmium a lantanoidák közé tartozó kémiai elem, ezüstfehér színű fém. Vegyjele Ho, rendszáma 67.

## Története
A holmiumot Marc Delafontaine(en) és Charles Soret(en) svájci vegyész mutatta ki színképelemzéssel 1878-ban. Tőlük függetlenül a svéd Per Teodor Cleve(en) itterföldekben fedezte fel, ezért születési helyéről, Stockholmról nevezte el (latin neve Holmia).

## Tulajdonságai

### Fizikai tulajdonságai

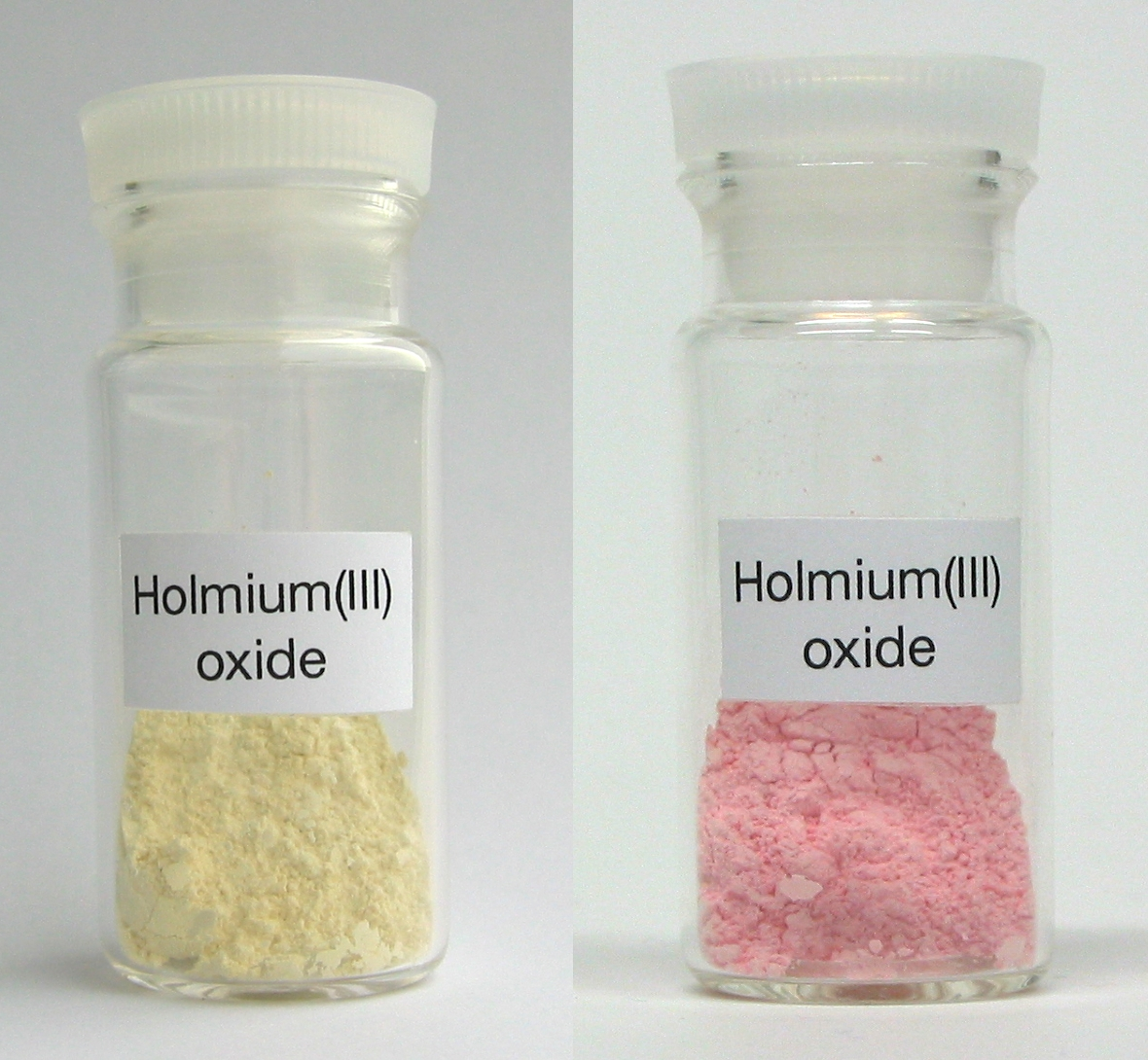
Ho_{2}O_{3}, balra: természetes fényben, jobbra: fénycső fényében

A holmium viszonylag lágy és alakítható elem, száraz levegőn, standard nyomáson és hőmérsékleten meglehetősen stabil, és jól ellenáll a korróziónak. Magasabb páratartalom esetén és nagyobb hőmérsékleten azonban – sárgás színű oxid keletkezése közben – gyorsan oxidálódik. Tiszta állapotban fémes, ezüstfehér színű.
A holmium-oxid a megvilágítási körülményektől függően komoly színváltozást mutat. Napfényben enyhén barnás sárga színű. Háromszínű fényben tüzes narancssárga, ilyen körülmények között szinte megkülönböztethetetlen az erbium-oxidtól. E jelenség oka a foszforeszcenciás emissziós sávok szűk volta.
A természetben előforduló elemek közül e háromértékű ritkaföldfém rendelkezik a legnagyobb mágneses momentummal (10,6 µB), és más szokatlan mágneses sajátságokkal is bír. Ittriummal keverve erősen mágneses vegyületeket képez. Környezeti körülmények között a holmium paramágneses, de 19 K alatti hőmérsékleten ferromágnesessé válik.

### Kémiai tulajdonságai
A fémholmium levegőn lassan fényét veszti, és meggyújtva könnyen holmium(III)-oxiddá ég el:
4 Ho + 3 O2 → 2 Ho2O3
Elég elektropozitív fém, hideg vízzel lassan, forró vízzel meglehetősen gyorsan reagál, miközben holmium-hidroxid keletkezik:
2 Ho (s) + 6 H2O (l) → 2 Ho(OH)3 (aq) + 3 H2 (g)
A holmium reagál a halogénekkel is:
2 Ho (s) + 3 F2 (g) → 2 HoF3 (s) [rózsaszín]
2 Ho (s) + 3 Cl2 (g) → 2 HoCl3 (s) [sárga]
2 Ho (s) + 3 Br2 (g) → 2 HoBr3 (s) [sárga]
2 Ho (s) + 3 I2 (g) → 2 HoI3 (s) [sárga]
Híg kénsavban készségesen oldódik, a reakció során sárga színű Ho(III)-ionokat tartalmazó oldat keletkezik, melyben [Ho(OH2)9]3+ komplexek formájában fordul elő:
2 Ho (s) + 3 H2SO4 (aq) → 2 Ho3+ (aq) + 3 SO2−4 (aq) + 3 H2 (g)

## Fordítás
Ez a szócikk részben vagy egészben  a   Holmium című angol Wikipédia-szócikk fordításán alapul.  Az eredeti cikk szerkesztőit annak laptörténete sorolja fel. Ez a jelzés csupán a megfogalmazás eredetét és a szerzői jogokat jelzi, nem szolgál a cikkben szereplő információk forrásmegjelöléseként.